# Rynholec
Rynholec (en allemand : Rinholetz) est une commune du district de Rakovník, dans la région de Bohême-Centrale, en République tchèque. Sa population s'élevait à 997 habitants en 2020.

## Géographie
Rynholec se trouve à 2,3 km au sud-est du centre de Nové Strašecí, à 14 km à l'est-nord-est de Rakovník et à 36 km à l'ouest-nord-ouest de Prague.
La commune est limitée par Nové Strašecí à l'ouest et au nord, par Stochov à l'est, et par Lány à l'est et au sud.

## Histoire
La première mention écrite de la localité date de 1330.

## Transports
Par la route, Rynholec se trouve à 2,5 km de Nové Strašecí, à 19 km de Rakovník et à 42 km du centre de Prague.